# Urosigalphus ignotus
Urosigalphus ignotus är en stekelart som beskrevs av Gibson 1972. Urosigalphus ignotus ingår i släktet Urosigalphus och familjen bracksteklar. Inga underarter finns listade i Catalogue of Life.